# 久保田徹
久保田 徹（くぼた とおる、1996年2月23日 - ）は、日本出身のドキュメンタリー映像作家。2022年7月30日、軍が実権を握るミャンマーで拘束された。

## 来歴
1996年、神奈川県横浜市に生まれる。
慶應義塾大学法学部政治学科在学中の2014年より創作活動を開始した。
2019年よりロンドンの大学院でドキュメンタリーを学ぶが翌年中退する。2020年3月、新型コロナウイルスの影響で日本に帰国した。海外での活動について、インタビューで「僕はいわゆる国際問題に対してアプローチする作品を制作していました」「でも、コロナ禍で日本に戻ったことがきっかけで、自分の当事者意識に目を向けるようになりました」などと述べており、活動の拠点を日本に戻している。心境の変化とコロナ禍の中で『東京リトルネロ』を制作した。2022年夏には同作品が映画化される予定である。また、赤木俊夫の妻より「夫の部屋を撮って欲しい」と撮影を頼まれ、ドキュメンタリー『私は真実が知りたい』を制作した。
ディレクター、撮影、編集を担当したドキュメンタリー、『境界の抵抗者たち』は、タイの国境で活動するミャンマー人のメディアワーカーたちの姿をカメラに捉え、2024年7月にNHK BSスペシャルで放送された。同作はATPテレビグランプリ最優秀新人賞を受賞した。

## ミャンマーでの拘束
2022年7月30日、ヤンゴンにおけるミャンマークーデター抗議デモを取材・撮影中に、治安当局によって拘束された。日本政府がミャンマー側に早期釈放を要求している。久保田と同様にミャンマー軍に拘束された経験を持つジャーナリストの北角裕樹らも「一刻も早い解放を」求めた。日本政府は久保田の早期釈放を要請したが、彼は扇動罪で3年、電子通信法違反で7年の刑を言い渡された。
11月17日、軍の恩赦によって解放され、18日に日本に帰国した。釈放された外国人4人の中にはオーストラリア人経済学者ショーン・ターナル、元英国大使ビッキー・ボウマン、米国籍のチョー・テイ・ウーが含まれていた。 軍系メディアによれば、釈放の理由は人道的および外交的な理由だとされる。

## Docu Athan
2023年2月1日より、ジャーナリストの北角裕樹と共に、ミャンマーのジャーナリスト・映像作家たちを支援するプロジェクト「Docu Athan -ドキュ・アッタン- 」を立ち上げた。同年4月には、タイの国境地帯を訪問し、現地で活動する映像作家たちにカメラを向けている様子が、5月21日放送のNHK BS1スペシャル『君はなぜミャンマーを撮り続けるのか 映像作家・久保田徹 拘束からの日々』にて放送される。
Docu Athanはタイ-ミャンマー国境の街、メーソットでコミュニティ拠点を運営しており、ミャンマー難民に無料でカメラを貸し出すほか、映像制作やジャーナリズムに関する技術研修も行っている。

## 人物
ドキュメンタリー制作を「彫刻のような作業」と表現している。また自身について、ジャーナリストではなく「自分のことはドキュメンタリー作家と呼びたいと思っている」と語っている。